# أكابيلا
أكابيلا أو الأسلوب الكنسي وهو فن استعراض سمعي لا بصري، وهو لون يستغني عن المصاحبة الموسيقية بالآلات ويستعين بدلاً منها بالصوت البشري من كل الطبقات من السوبرانو إلى الباص، وهو لون يشكل تحدياً لألوان الغناء المألوف، ويحتاج إلى دراسة متعمقة لعلم الأصوات البشرية وعلم التأليف الموسيقي «هارموني» و«كونتر بوينت»؛ وذلك لفهم طبيعة ومساحة صوت المؤدي.

## التاريخ
ظهرت أغاني «أكابيلا» في القرن السادس عشر في إيطاليا كشكل من أشكال الموسيقى الدينية تكتب للأصوات البشرية وحدها بدون استخدام آلات وتغنيها المجموعة، أما أول من لحنها فكان الإيطالي بيير لويجي بالسترينا (1526 - 1594) والذي قضى حياته في خدمة الكنيسة في تأليف الموسيقى الدينية. ثم ظهرت المدرسة الفلمنكية التي وضعت نصب أعينها تهذيب هذا اللون ونقاوته من الحذلقة والإغراق في استعمال الخطوط الموسيقية الإضافية (الهارمونى) و(الكونتربوينت) وأهتمت بالصوت البشرى فقط، فجعلت منه أداة للتعبير الكامل، وأصبحت أكابيلا تعتمد على الهارمونى المدروس لا مجرد وجود أصوات متوافقة بالصدفة.
ْْكانت في إيطاليا مدرستان لغناء أكابيلا مدرسة روما وقد أسسها أحد تلاميذ بالسترينا، ومدرسة أخرى في مدينة البندقية (فينيسيا) يظهر فيها فخامة الفن الايطالى الذي يتجلى في هذه المدينة المبهرة. استخدمت الأكابيلا، ولا تزال، بعمومها استخداما دينياَ في الإنشاد الكنائسي والإسلامي واليهودي، وقد تطور هذا الفن الإنشادي من الإنشاد اليهودي ثم المسيحي، كما عرفت الثقافة الإسلامية الإنشاد منذ بدايات ظهورها.

## في الديانات

### المسيحية
بدأ ظهور وتطور هذا الفن في أوروبا في نهاية القرن الـ1400 م. وقد يكون قد صاحب بداياته كمساعدة بعض الآلات الموسيقية إلا أنها لم تكن بارزة أو طاغية على الصوت الإنشادي. وفي 1500 تطورت الأكابيلا أكثر، كما ظهر فن الكانتاتا. ومنذ الـ1600 أخذت الأكابيلا بالتطور والتأثير على الموسيقى الكنائسية ويبدو تأثيرها واضحا حتى يومنا هنا.
لتعدد الآراء حول مشروعية الموسيقى في الديانة المسيحية فقد عمدت بعض الكنائس إلى الاستغناء عن مصاحبة الآلات الموسيقية في نشاطاته، إلا أن بعضها لم تستغن عنها لعدم وجود نص صريح بتحريمها.

### اليهودية
فيما اعتمدت بعض النشاطات اليهودية الدينية على الأدوات الموسيقية، مالت أغلب الآراء إلى عدم استخدامها خصوصاً في قداسات أيام السبت.

### الإسلام
يقوم العديد من المغنين المتدينين المسلمين بتقديم صور تقابل الأكابيلا ويسمى نشيد.

## انظر ايضًا
- بيت بوكس
- جوقة الرجال